# Robinetinidin
Robinetinidin es una antocianidina, un tipo de flavonoide.
Prorobinetinidin, oligómeros de taninos condensados que contienen robinetinidol, se pueden encontrar en Stryphnodendron adstringens. Con ellos se obtienen robinetinidin cuando es despolimerizado en condiciones oxidantes.